# 愛爾蘭共和國政治
爱尔兰政治是在代议制框架下的民主政治，也是欧盟的成员国。虽然国家元首是民选的爱尔兰总统，但在很大程度上，这只是一个礼仪性的职位，真正的政治权力属于间接选举产生的政府首脑，即爱尔兰总理掌握。经济学人智库在2018年将爱尔兰评为“完全民主国家”。

## 三权
行政权由政府行使，爱尔兰政府由不超过15名内阁部长组成，其中包括总理和副总理。立法权属于议会，即由爱尔兰议会、议长和爱尔兰总统组成的两院制国家议会。司法独立于行政和立法。司法机构的负责人是主持爱尔兰最高法院的首席大法官。

## 政党
尽管该国有多个政党，但几十年来，政治格局一直由共和党和统一党主导，这两个历史上相互对立、相互竞争的实体都占据着传统的中心地位。从1930年代到2000年代，它们分别是最大党和第二大党。两党的根源都可以追溯到爱尔兰内战期间的敌对双方。爱尔兰工党是第三大政党，只是作为与两个主要政党联合执政的一部分执政。 
2011年，爱尔兰发生重大的政治调整，爱尔兰统一党成为最大的政党，工党成为第二大政党，爱尔兰共和党在支持率下滑后跌至第三位，而新芬党的支持率大幅上升。然而，2016年，共和党重新获得选民支持成为第二大政党，而工党则因其在联合政府中的角色受到强烈反对而跌至第四位。新芬党在年后继续获利，成为第三大党，而统一党尽管失去了席位仍是第一大党。